# Louis Charles Armand Fouquet de Belle-Isle
(La Canzone dell'Assietta, ballata tradizionale)
Louis Charles Armand Fouquet de Belle-Isle, detto anche Chevalier de Belle-Isle (cavaliere di Belle-Isle), citato anche come Bellisle (Agde, 19 settembre 1693 – Pianoro dell'Assietta, 19 luglio 1747), è stato un generale francese.
Era nipote del sovrintendente Fouquet e fratello del maresciallo di Francia Charles Louis Auguste Fouquet de Belle-Isle.

## Biografia

### La guerra di successione spagnola

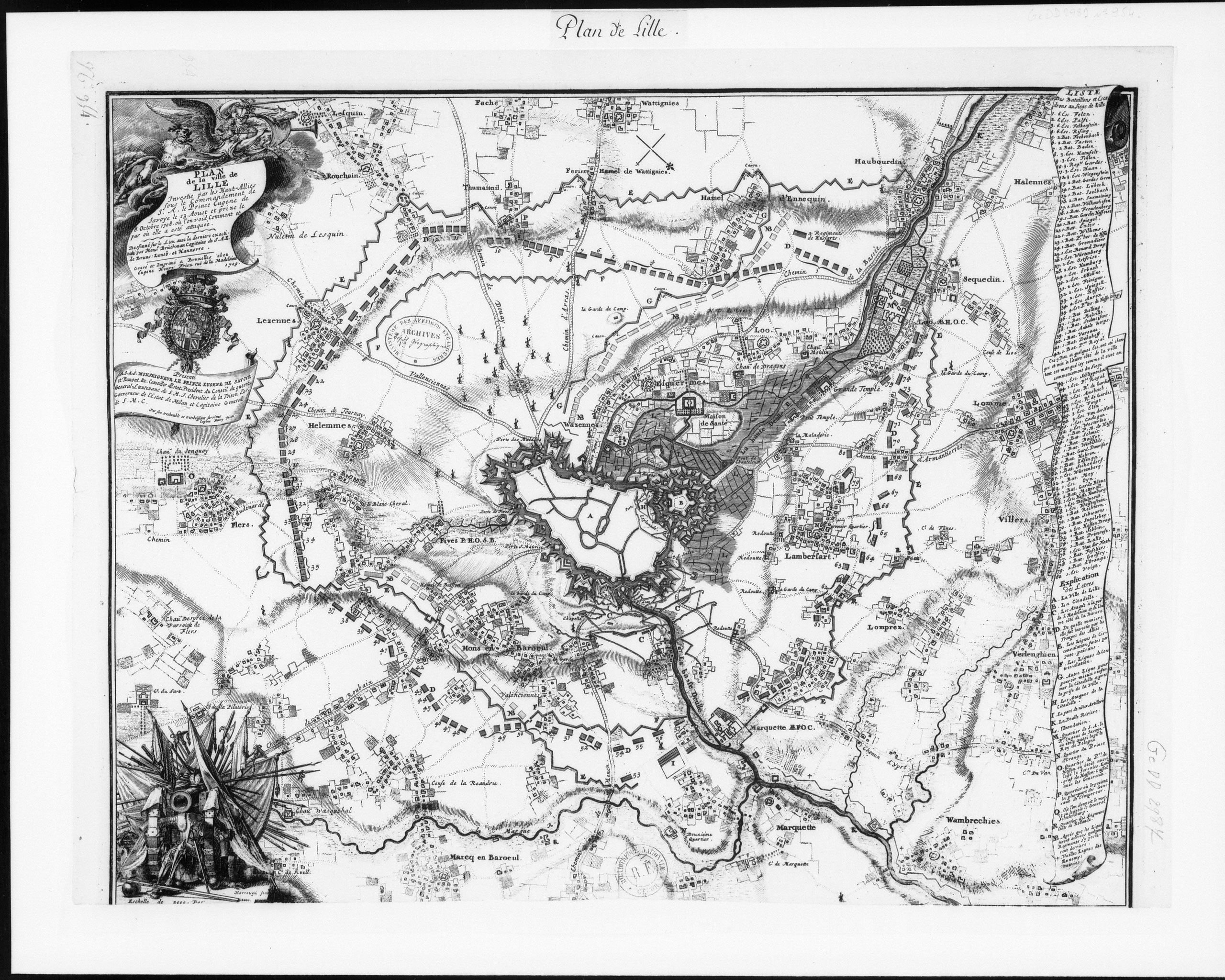
Assedio di Lilla (1708).

La guerra di successione spagnola durò dal 1701 al 1714 e vide Francia e Spagna attaccate da una coalizione europea. Il Cavaliere di Belle-Isle entrò nel corpo dei Moschettieri all'età di 14 anni. Divenne capitano nel reggimento comandato dal fratello, prestò servizio nelle Fiandre e sulle rive del Reno come colonnello e si trovò ad Lilla nel 1708 assieme a Boufflers: non aveva allora più di 15 anni.
Maestro di campo di un reggimento di dragoni, partecipò alla campagna di Fiandra ed il suo reggimento venne riformato poco dopo.
Ebbe qualche noia, come il fratello maggiore, per l'affaire La Jonchère ed il complotto del duca di Borbone.

### La guerra di successione Polacca
Belle-Isle riprese servizio come volontario nell'armata del Reno nel 1733, partecipando all'assedio di Kehl. Distintosi nella presa di Traben-Trarbach, sotto il comando del I duca di Berwick, venne nominato brigadiere nel 1734 e maresciallo di campo nel 1738.

### La guerra di successione austriaca (1740-1748)
Il 25 gennaio 1741 maresciallo de Belle-Isle venne nominato ambasciatore straordinario in Germania per sostenere l'elezione ad Imperatore di Carlo Alberto, duca di Baviera. Avendo accompagnato il fratello a Francoforte, in Baviera ed in Svevia, venne incaricato di annunciare al re il successo dei negoziati.
IL cavaliere di Belle-Isle si distinse ancora nel novembre di quell'anno durante l'assedio di Praga, nel corso del quale combatté agli ordini del fratello, che stava difendendo la città dagli attacchi dell'esercito austriaco. Il 27 febbraio 1742 ricevette il grado di luogotenente generale. Fu lui stesso a portare al re Luigi XV la notizia della capitolazione della città. Venne quindi nominato luogotenente generale dell'Alsazia e, distaccato nel 1743 al fine di perseguire il nemico, si distinse nel combattimento di Suffelsheim. Portatosi oltre il Reno, per accelerare la ritirata del principe Carlo di Lorena, occupò Villingen, s'impadronì del forte di Bourgtett e sottomise la parte di territorio austriaco compreso fra il Danubio ed il lago di Costanza.

### Prigioniero degl'inglesi
Dopo i combattimenti il maresciallo di Belle-Isle, munito di pieni poteri dal re di Francia e dall'imperatore Carlo VII, tornò agl'incarichi diplomatici e portò con sé il fratello. Tornando da Kassel, il 20 dicembre 1746 si fermarono a cambiare cavalli ad una stazione di posta nel borgo di Elbingrode, appartenente all'Elettorato di Hannover, ove furono arrestati con il loro seguito, poiché transitavano privi di passaporto in un paese in guerra con la Francia. La Corte di Londra, consultata in merito, dispose il trasferimento dei due in Inghilterra, ove giunsero nel febbraio del 1747. Qui ricevettero un trattamento bonario, essendo anche autorizzati a spostarsi nei dintorni di Londra. Vi furono vivaci scambi di corrispondenza fra i ministeri francese ed inglese in proposito finché vennero infine lasciati liberi di rientrare in patria.
Il cavaliere prestò ancora servizio agli ordini del fratello in Piemonte, ma egli desiderava troppo ottenere il bastone di maresciallo come suo fratello ed esponeva per questo la propria persona a sempre maggiori rischi.

### La seconda campagna (1747)
Luigi XV diede disposizioni di finirla con il re di Sardegna ed inviò in Piemonte un esercito forte di 150 reggimenti di fanteria, 75 squadroni di cavalleria e 2 brigate di artiglieria, al comando del cavaliere di Belleisle e dello spagnolo, marchese de La Mina. I due comandanti non s'accordarono sulle priorità: il Bellisle voleva giungere a Torino mentre lo spagnolo riteneva prioritario il puntare su Genova.
Inizialmente prevalse l'opinione di La Mina, ma i piemontesi avevano bloccato le alpi meridionali e si ripiegò sull'ipotesi del Bellisle. L'armata si divise in due tronconi: il primo puntava su Exilles, passando per il colle del Moncenisio, l'altro avrebbe puntato su Fenestrelle, passando per il colle dell'Assietta.

### La battaglia dell'Assietta

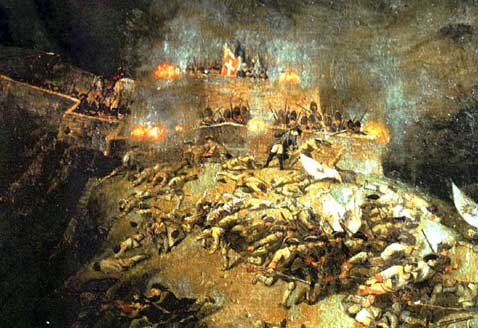
La morte del cavaliere di Belle-Isle.

Il colle dell'Assietta sta su un crinale che fa da spartiacque fra la valle di Susa, ove si trova il comune di Exilles, e la val Chisone, ove si trova il forte di Fenestrelle. Il passaggio su questo percorso offriva il vantaggio di dominare entrambe le valli, intervenendo, se necessario in una delle due e rendendo difficile un attacco nemico sui fianchi. Passando dall'Assietta, le truppe francesi avrebbero potuto oltrepassare il forte di Exilles, sottraendosi alla sua artiglieria, scendere attraverso il colle delle Finestre su Meana lasciandosi così alle spalle la cittadina di Susa e puntare direttamente sulla capitale sabauda percorrendo verso est la Bassa Valle di Susa. Così il Bellisle, sicuro della vittoria, scrisse al fratello il giorno prima della battaglia:
(lettera di Louis Charles Armand Fouquet de Belle-Isle al fratello)
Ma al valore strategico dell'Assietta avevano pensato anche i piemontesi, che si erano affrettati a costruire un campo trincerato che andava dalla Testa dell'Assietta al Gran Serin, attraversando su un fronte di oltre 2 km altipiano e colle dell'Assietta.
Vennero anche schierati, allo scoperto, i pochi cannoni disponibili; vennero schierate anche truppe dotate di moschettoni pesanti ma molto mobili; alle truppe piemontesi erano affiancate anche reparti austriaci, ma l'intero contingente austro-piemontese era comunque in netta minoranza rispetto alle forze francesi, fattore su cui contava il Bellisle.
Egli, alle ore quattro del pomeriggio del 19 luglio dette l'ordine d'attacco che iniziò con grande vigore in ogni settore. La tattica impiegata dai francesi si dimostrò del tutto fallimentare. Le colonne d'assalto, impossibilitate a sviluppare tutta la loro potenza di fuoco, furono decimate dal tiro dei difensori. La ridotta della testa dell'Assietta, una tenaglia collegata con le retrostanti posizioni, era continuamente rifornita alla gola e si dimostrò subito un ostacolo troppo difficile per poter essere superato. A peggiorare la situazione gli ufficiali francesi, posti alla testa della colonna per guidare l'assalto, furono decimati dal fuoco dei difensori. Il Bellisle, visto che i suoi soldati non riuscivano ad infrangere la resistenza delle truppe sabaude, strappò la bandiera dalle mani di un proprio alfiere e si lanciò all'ennesimo assalto, sperando con questo esempio di trascinare i suoi: quest'impresa, però, gli fu fatale. Venne infatti ferito con un colpo di baionetta dal soldato piemontese Ellena, subito dopo ucciso dalla pallottola del granatiere Domenico Adami e poi travolto e calpestato nel violento procedere della battaglia.
La battaglia proseguì e si risolse in una netta sconfitta dei francesi, costretti alla ritirata, lasciando circa 5 300 fra morti, feriti e prigionieri contro i circa 200 caduti piemontesi e una trentina di austriaci.
La salma del Bellisle venne individuata e trasportata con una scorta d'onore di soldati piemontesi a Sauze d'Oulx ove venne inizialmente inumata, per poi essere traslata sotto il coro della chiesa d'Embrun.

## Onorificenze

Lo stemma gentilizio dei Fouquet